# Wannsee
För andra betydelser, se Wannsee (olika betydelser).

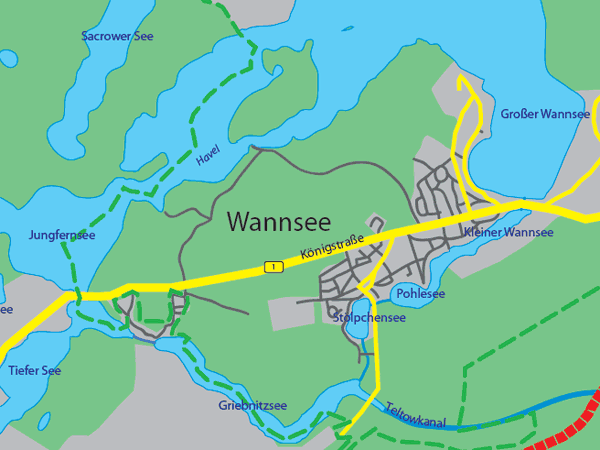
Karta över Wannsee.

Wannsee är en stadsdel i stadsdelsområdet Steglitz-Zehlendorf i Berlin, Tyskland och även en pendeltågsstation (S-bahn) från 1874 med samma namn som ligger i orten. Området ligger vid sjön Grosser Wannsee. Här hölls Wannseekonferensen den 20 januari 1942.
Wannsee är ett populärt utflyktsmål för berlinarna. I trakten finns flera bad; det mest kända är Strandbad Wannsee, som dock ligger i grannstadsdelen Nikolassee. Sjön Grosser Wannsee är mycket populär för båtfolk, inte minst seglare. I Wannsee finns flera segel-, yacht- och roddklubbar som har sina klubbhus i anslutning till sjön. 
Under slutet av 1800-talet utvecklades Wannsee till ett välmående villaområde, vilket det fortfarande är. Här har flera kända tyskar bott, bland andra Willy Brandt, Claus Schenk von Stauffenberg och Max Liebermann. I ett av villaområdena finns byggnaden där Wannseekonferensen hölls. Huset är idag museum och utbildningsplats.  
I stadsdelen ligger delar av världsarvet Palats och parker i Potsdam och Berlin, bland annat ön Pfaueninsel, Schloss Glienicke och Jagdschloss Glienicke.

## Bilder

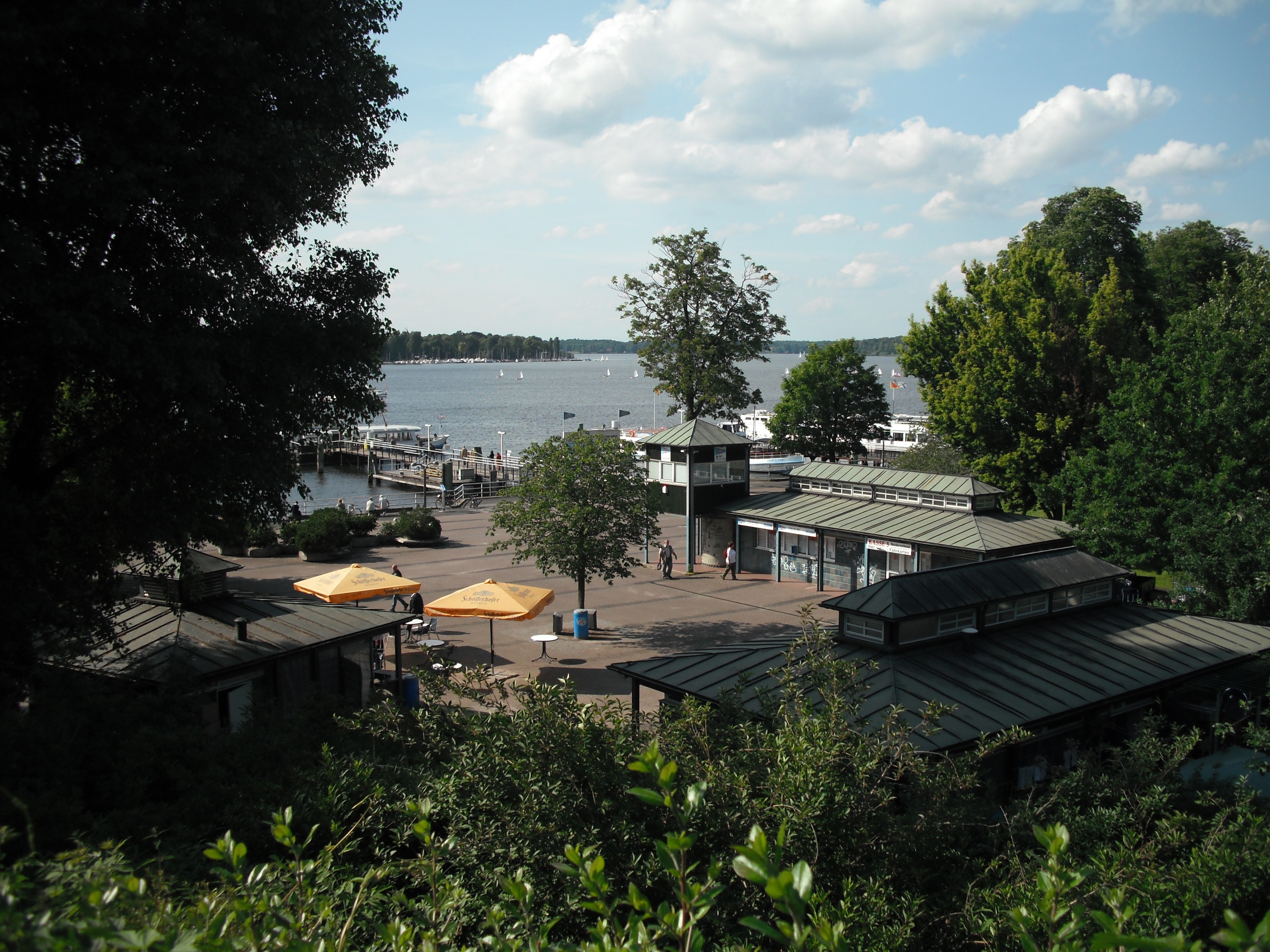
Wannsee Terrasse.
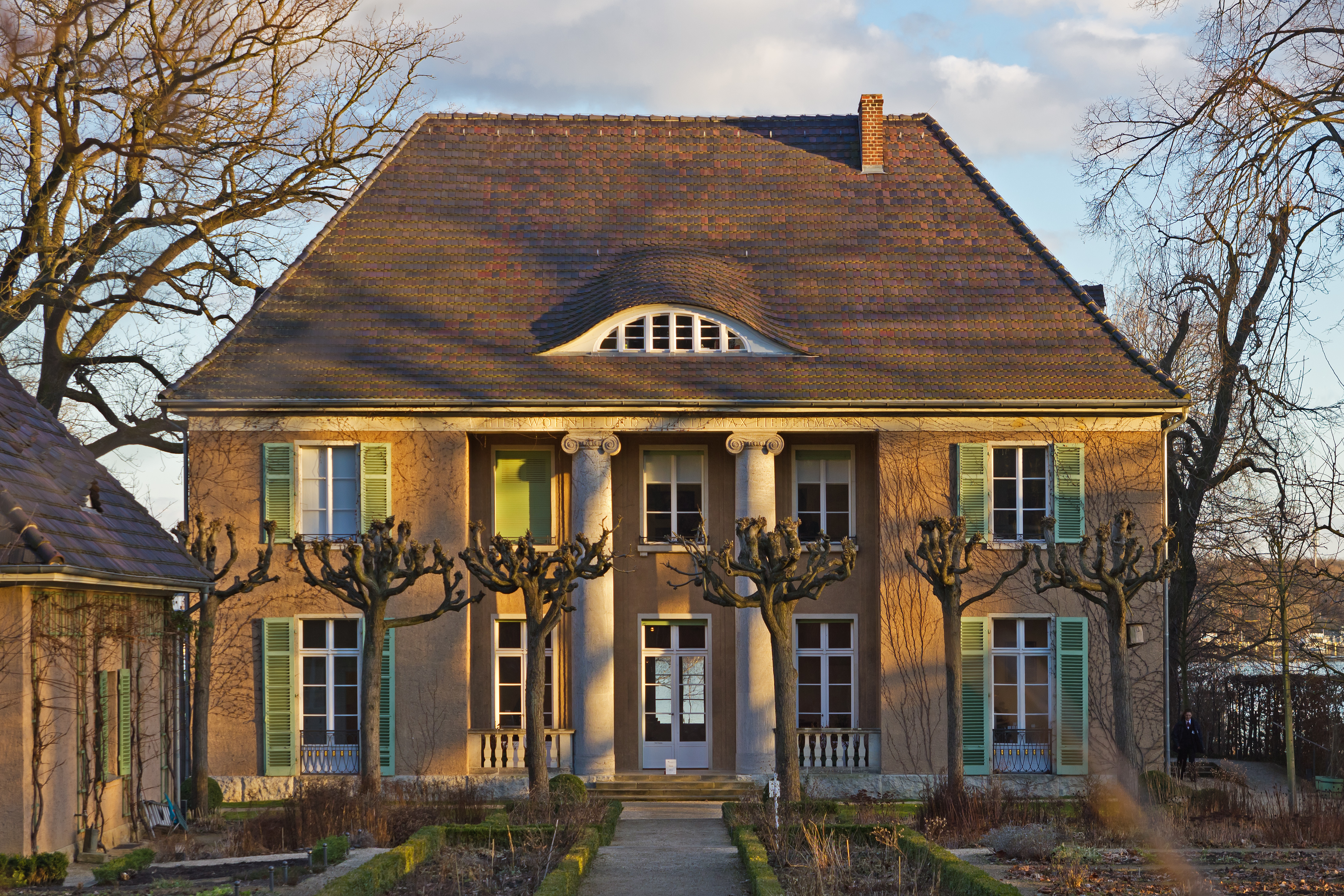
Max Liebermanns villa.
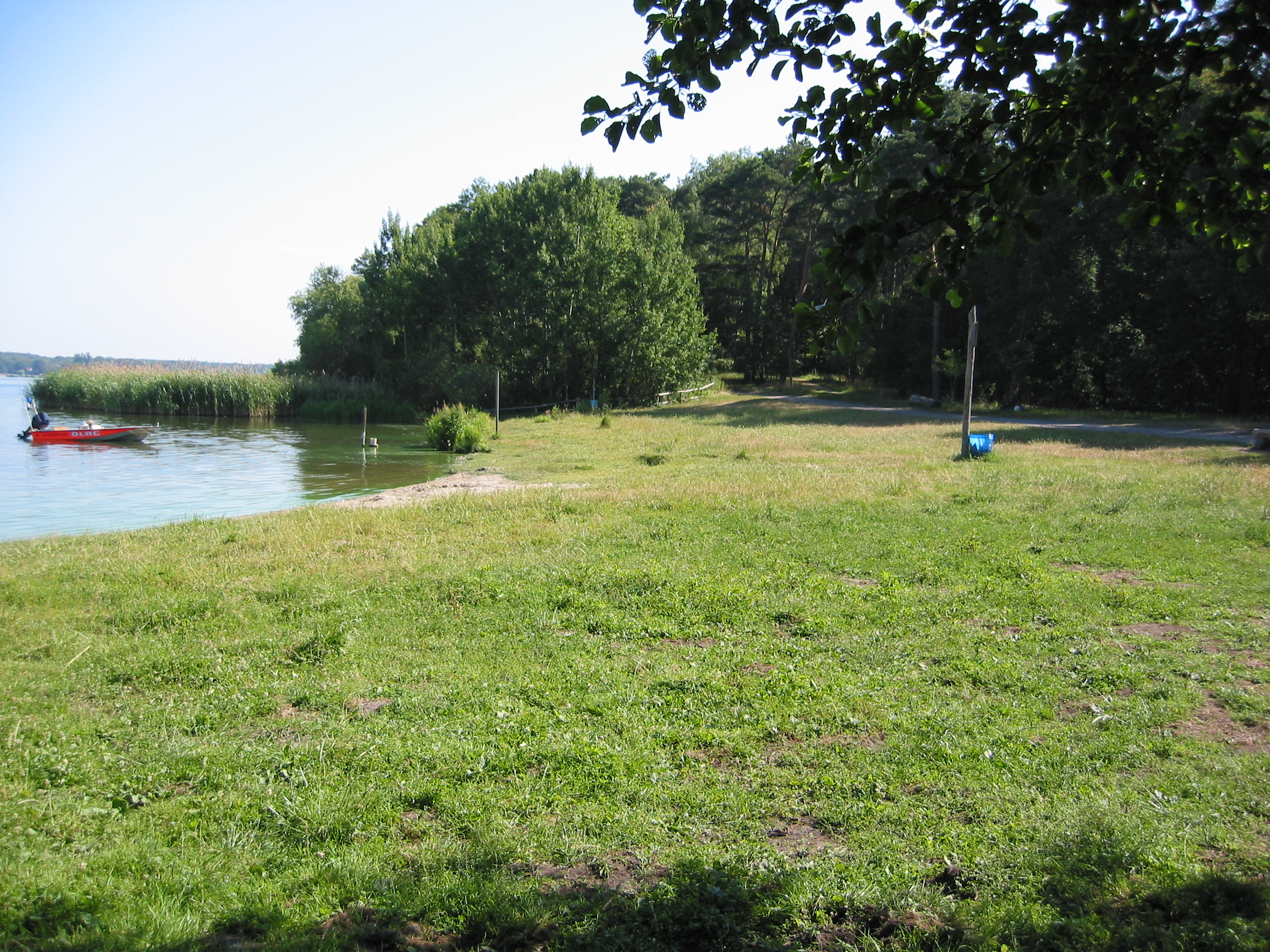
Badestelle Alter Hof.
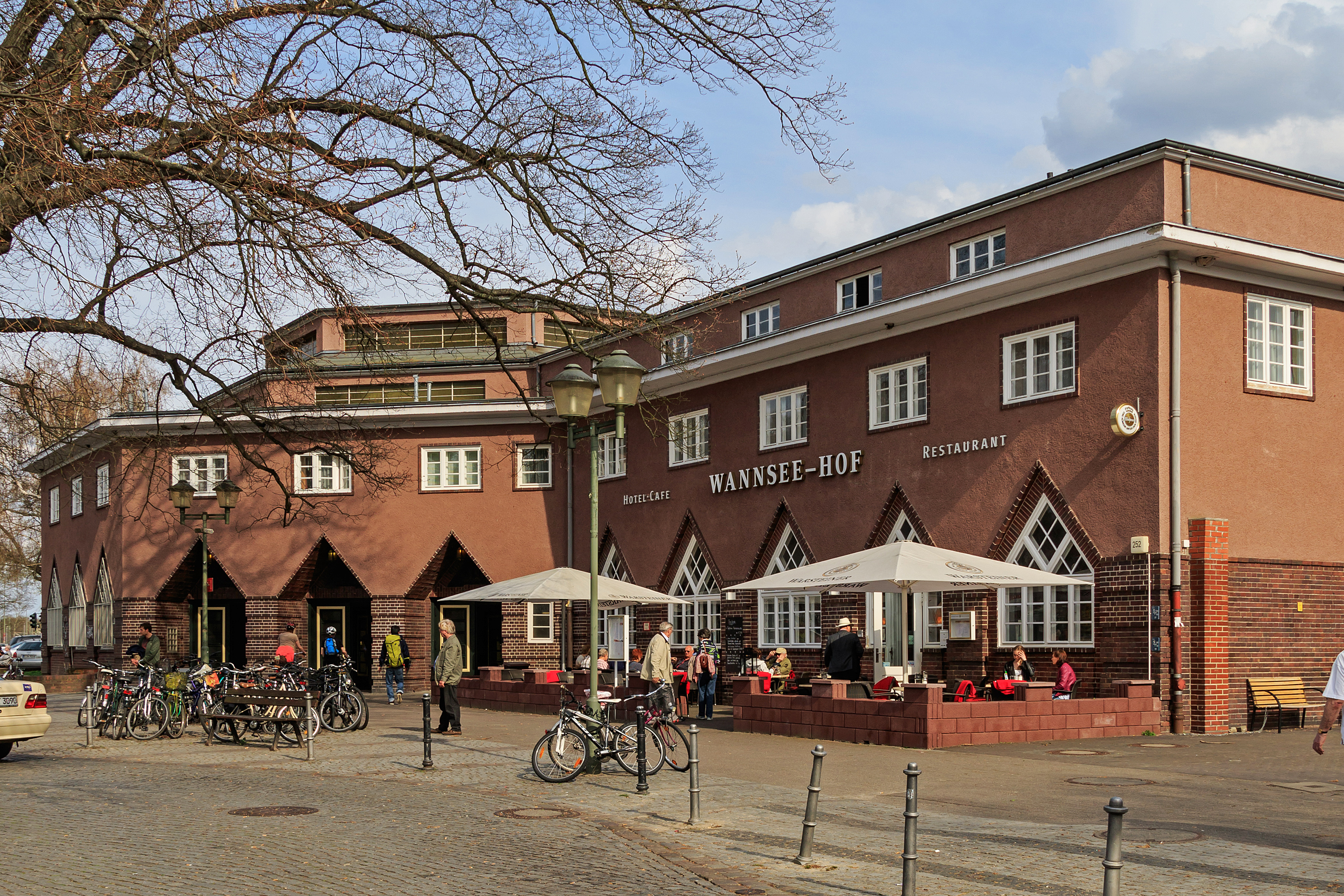
Wannsee S-bahnstation.